# Phyllodium pulchellum
Phyllodium pulchellum är en ärtväxtart som först beskrevs av Carl von Linné, och fick sitt nu gällande namn av Nicaise Auguste Desvaux. Phyllodium pulchellum ingår i släktet Phyllodium och familjen ärtväxter. IUCN kategoriserar arten globalt som livskraftig. Inga underarter finns listade i Catalogue of Life.